# Cestoda-prijs
Der Cestoda-prijs (auch: Cestodaprijs oder Cestoda Prijs) war ein niederländischer Literaturpreis, der durch den Kolumnisten, Dichter und Journalisten Nico Scheepmaker gegründet wurde und aus einem practical joke entstanden ist. Er wurde zwischen 1975 und 1990 jährlich Schriftstellern verliehen, die mit der niederländischen Sprache in allen Genres in besonderer Weise umzugehen verstanden. Mit dem Preis war ein Silberbecher und ein Geldbetrag in Höhe von 53,64 Gulden (24,34 Euro) verbunden. Der Preis ist benannt nach der Bezeichnung Cestoda für Bandwürmer.

## Liste der Preisträger
- 1989 – Bertus Aafjes
- 1988 – Judith Herzberg
- 1987 – Remco Campert
- 1986 – Drs. P
- 1985 – Hugo Claus
- 1984 – Mies Bouhuys
- 1983 – C. Buddingh'
- 1982 – Cees Nooteboom
- 1981 – Annie M.G. Schmidt
- 1980 – K. Schippers
- 1979 – Kees van Kooten
- 1978 – Hugo Brandt Corstius
- 1977 – Harry Mulisch
- 1976 – Herman Pieter de Boer
- 1975 – Gerrit Komrij
- (1974 – Nico Scheepmaker)